# Thil, Aube

Thil este o comună în departamentul Aube din nord-estul Franței. În 1 ianuarie 2022 avea o populație de 106 de locuitori.